# Van Buren County (Tennessee)
Van Buren County ist ein County im Bundesstaat Tennessee der Vereinigten Staaten. Das U.S. Census Bureau hat bei der Volkszählung 2020 eine Einwohnerzahl von 6.168 ermittelt. Der Verwaltungssitz (County Seat) ist Spencer.

## Geographie
Das County liegt östlich des geographischen Zentrums von Tennessee und hat eine Fläche von 711 Quadratkilometern, wovon 3 Quadratkilometer Wasserfläche sind. Es grenzt im Uhrzeigersinn an folgende Countys: White County, Cumberland County, Bledsoe County, Sequatchie County und Warren County.

## Geschichte
Van Buren County wurde am 3. Januar 1840 aus Teilen des Bledsoe County, Warren County und des White County. Benannt wurde es nach Martin Van Buren, dem achten US-Präsidenten.

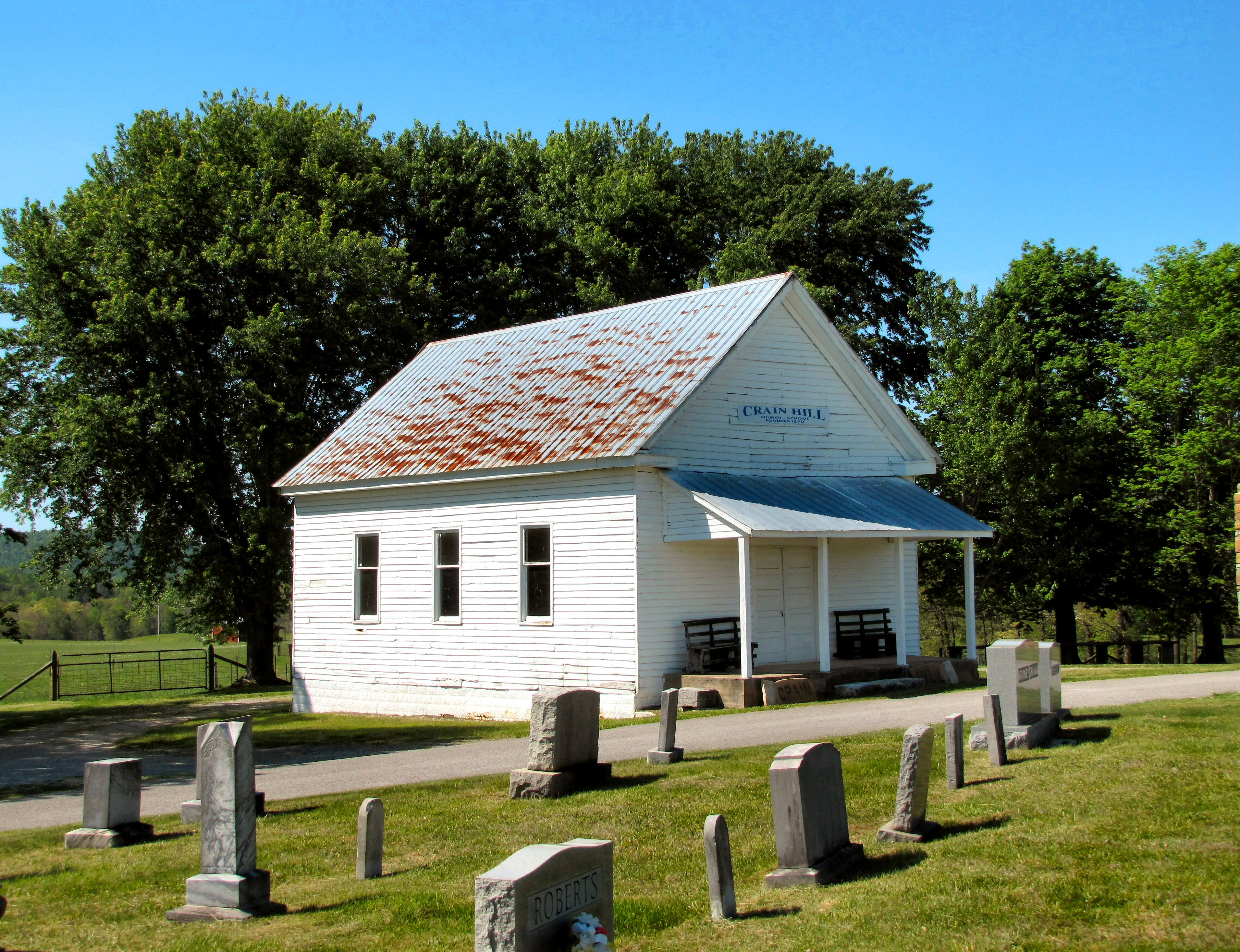
Die Crain Hill School and Church ist einer von drei Einträgen des Countys im NRHP.

Drei Bauwerke und Stätten des Countys sind im National Register of Historic Places (NRHP) eingetragen (Stand 5. September 2018).

## Demografische Daten

Alterspyramide Van Buren County

Nach der Volkszählung im Jahr 2000 lebten im Van Buren County 5.508 Menschen in 2.180 Haushalten und 1.619 Familien. Die Bevölkerungsdichte betrug 8 Einwohner pro Quadratkilometer. Ethnisch betrachtet setzte sich die Bevölkerung zusammen aus 99,02 Prozent Weißen, 0,13 Prozent Afroamerikanern, 0,18 Prozent amerikanischen Ureinwohnern, 0,07 Prozent Asiaten und 0,09 Prozent aus anderen ethnischen Gruppen; 0,51 Prozent stammten von zwei oder mehr Ethnien ab. 0,33 Prozent der Bevölkerung waren spanischer oder lateinamerikanischer Abstammung.
Von den 2.180 Haushalten hatten 30,5 Prozent Kinder und Jugendliche unter 18 Jahre, die bei ihnen lebten. 59,5 Prozent waren verheiratete, zusammenlebende Paare, 11,0 Prozent waren allein erziehende Mütter und 25,7 Prozent waren keine Familien. 21,9 Prozent waren Singlehaushalte und in 8,7 Prozent lebten Personen im Alter von 65 Jahren oder darüber. Die Durchschnittshaushaltsgröße betrug 2,49 und die durchschnittliche Haushaltsgröße betrug 2,90 Personen.
23,0 Prozent der Bevölkerung waren unter 18 Jahre alt, 9,2 Prozent zwischen 18 und 24, 27,5 Prozent zwischen 25 und 44, 26,3 Prozent zwischen 45 und 64 und 14,0 Prozent waren älter als 65. Das Durchschnittsalter betrug 39 Jahre. Auf 100 weibliche Personen kamen statistisch 99,3 männliche Personen und auf 100 Frauen im Alter von 18 Jahren und darüber kamen 95,3 Männer.
Das jährliche Durchschnittseinkommen eines Haushalts betrug 28.165 USD, das Durchschnittseinkommen der Familien betrug 34.949 USD. Männer hatten ein Durchschnittseinkommen von 25.938 USD, Frauen 20.911 USD. Das Prokopfeinkommen betrug 17.497 USD. 13,7 Prozent der Familien und 15,2 Prozent der Einwohner lebten unterhalb der Armutsgrenze.

## Orte im Van Buren County
| Town - Spencer |

Unincorporated Communities
| - Bone Cave - Cedar Grove |